# What a Cartoon! Show
What a Cartoon! Show (no Brasil, Desenhos Incríveis - O Show), inicialmente chamado de World Premiere Toons (no Brasil, Estréia Mundial de Toons) foi um programa de televisão estadunidense que foi produzido entre 1995 e 1997 pelo Cartoon Network e pela Hanna-Barbera. Nele eram exibidos curtas-metragens de desenhos animados no mesmo formato que o programa Oh Yeah! Cartoons, da Nickelodeon.
Alguns desses curtas-metragens foram posteriormente usados para criar séries de desenho animado, o que acabou dando origem aos Cartoon Cartoons. As séries que surgiram do programa foram: O Laboratório de Dexter, Johnny Bravo, A Vaca e o Frango, As Meninas Superpoderosas, Mike, Lu & Og e Coragem, o Cão Covarde.
O programa teve originalmente 48 curtas-metragens, depois foram adicionados a ele alguns curtas-metragens que participaram de um concurso via internet e celular realizado pelo Cartoon Network chamado Cartoon Network's Big Pick, entre eles o episódio piloto de Jonas, o Robô e o de Megas XLR.
No Brasil, o programa foi exibido pelo Cartoon Network de 1995 a 2004 e pelo Tooncast de dezembro de 2008 a dezembro de 2012, sendo que foi exibido novamente no canal em novembro de 2014.

## Os curtas-metragens
O programa teve um total de 63 curtas-metragens produzidos. Os 52 curtas-metragens originais foram produzidos de 1995 a 1997, depois foram adicionados ao programa 11 curtas-metragens produzidos entre 1999 e 2000 que participaram do concurso via internet e celular Cartoon Network's Big Pick.
A seguir encontra-se uma lista mostrando todos os 63 curtas-metragens em ordem numérica.
Observação: Alguns curtas-metragens possuem ligações que levam aos artigos das séries que se originaram deles.
| Os curtas-metragens do programa portugal exibacao |
| --- |
| 1. Meat Fuzzy Lumkins 20-1-1997 2. Short Orders 27-1-1997 3. Changes 3-2-1997 4. Johnny Bravo 10-2-1997 5. Raw Deal in Rome 17-2-1997 6. Stay Out! 24-2-1997 7. Look Out Below 3-3-1997 8. O Patinho Lino 10-3-1997 9. A Clean Getaway 17-3-1997 10. The Chicken from Outer Space 24-3-1997 11. Rat in a Hot Tin Can 31-3-1997 12. Tutuba e Chip: Short Pfuse 7-4-1997 13. Dry Dry Drips 14-4-1997 14. George and Junior's Christmas Spectacular 21-4-1997 15. Yoink of the Yukon 28-4-1997 16. I'm on My Way 5-5-1997 17. Interlude with a Vampire 12-5-1997 18. No Smoking 19-5-1997 19. No Tip 26-5-1997 20. Mr. Monkeyman 2-6-1997 21. Lost Control 9-6-1997 22. Crime 101 16-6-1997 23. The Big Sister 23-6-1997 24. School Daze 30-6-1997 25. Compre Um e Leve Dois 7-7-1997 26. Casanova na Cozinha 14-7-1997 27. Os Alces Ignorantes 21-7-1997 28. What's Goin' On Back There 28-7-1997 29. Home Sweet Home 4-8-1997 30. Pantanoso e Saposo 11-8-1997 31. The Great Egg-Scape 18-8-1997 32. Malcom and Melvin 25-8-1997 33. Tales of Worm Paranoia 1-9-1997 34. Old Man Dexter 8-9-1997 35. Bow-Wow Buccaneers 15-9-1997 36. Wind-Up Wolf 22-9-1997 37. One Step Beyond 29-9-1997 38. Out and About 6-10-1997 39. Gramps 13-10-1997 40. Boid 'n' Woim 20-10-1997 41. Hillbilly Blue 27-10-1997 42. Dumb Like Dee Dee 3-11-1997 43. Help? 10-11-1997 44. Johnny Bravo and the Amazon Women 17-11-1997 45. Tutuba e Chip: Blammo the Clown 24-11-1997 46. Awfully Lucky 1-12-1997 47. Strange Things 8-12-1997 48. Snoot's New Squat 15-12-1997 49. Esteves e Lauro 22-12-1997 50. Mike, Lu & Og 29-12-1997 51. Diseasy Does It! - or - Chimp 'n' Pox 5-1-1998 52. Magmanamus 12-1-1998 53. Whatever Happened to Robot Jones? 19-1-1998 54. Good Wheel Hunting 26-1-1998 55. Lost Cat 2-2-1998 56. Prickles the Cactus 9-2-1998 57. Trevor! em: Viagem ao Setor 5-G 16-2-1998 58. Nikki 23-2-1998 59. Foe Paws 2-3-1998 60. Uncle Gus 9-3-1998 61. Lucky Lydia 16-3-1998 62. Lowbrow 23-3-1998 63. Babe He Calls Me 30-3-1998 |

## História

### Batalha com a Nickelodeon e concepção
O programa foi criado por Fred Seibert, ex-presidente da MTV Networks (que, além da MTV, incluía a Nickelodeon) e na época presidente da Hanna-Barbera. Foi uma resposta ao concorrente, visto que, com os Nicktoons (lançados em 1991, com Doug) e o grande sucesso da série Rugrats, a Nick saiu à frente do Cartoon Network na produção de desenhos originais e o CN precisava reagir. A audiência do canal da Turner caía vertiginosamente em decorrência das exaustivas reprises de desenhos da Hanna-Barbera, MGM, Warner Bros. e outros estúdios clássicos 
Devido à decadência da popularidade da HB e ao baixo orçamento proposto pela Turner, o estúdio não possuía condições de contratar artistas, e Seibert decidiu inovar: A Hanna-Barbera receberia esboços de curtas, em sistema de freelance. Se aprovados, os episódios seriam produzidos pelo estúdio e transmitidos pelo Cartoon Network dentro do What a Cartoon! Show. A equipe artistica dos curtas era do próprio estúdio, mas em alguns casos, os criadores dos curtas eram membros da própria equipe, que acabaram trabalhando em múltiplos projetos.
O resultado acabou sendo um sucesso. Da produção do programa foram revelados Seth MacFarlane, Butch Hartman, Rob Renzetti, Genndy Tartakovsky e Craig McCracken, que se tornaram nomes fortes da animação ocidental.

### Fim do bloco e transição para o Cartoon Cartoons
Impressionada com o sucesso do programa e das séries derivadas dele, a Nickelodeon decidiu reagir e recontratou Fred Seibert (desta vez, como um consultor independente) para ser criador e produtor de um programa com a mesma ideia, o Oh Yeah! Cartoons. Butch Hartman e Rob Renzetti tiveram duas ideias de curtas rejeitadas pela Hanna-Barbera para o What a Cartoon! Show - como condição para a contratação dos dois, a Nickelodeon aceitou ambas e elas foram transmitidas no novo bloco. Posteriormente, acabaram virando duas séries de sucesso: Os Padrinhos Mágicos e Uma Robô Adolescente.
Seth McFarlane, por sua vez, saiu da Hanna-Barbera após a mudança da sede do estúdio para Sherman Oaks Galleria em 1998. O animador havia ganho a confiança da programadora após ser o roteirista e fazer o storyboard de diversos episódios de A Vaca e o Frango e Johhny Bravo, séries que fizeram muito sucesso. Mas a sua incorreção política incomodou a nova diretoria da Turner, que pretendia dar um trato mais infantil às séries. MacFarlane também teve seu curta no What A Cartoon! Show: Larry e Steve, que não conseguiu se tornar uma série independente. Este curta foi a inspiração para o maior sucesso de Seth: Family Guy.
Com a saída de Fred Seibert, decidiu-se pela substituição do What a Cartoon! Show pelo Cartoon Cartoons Show.